# Hell's Kitchen Mỹ (Mùa 22)
Mùa thứ 22 của loạt chương  truyền hình thực tế cạnh tranh của Mỹ Hell's Kitchen (có phụ đề là Hell's Kitchen: The American Dream) được công chiếu trên Fox vào ngày 28 tháng 9 năm 2023 và kết thúc vào ngày 25 tháng 1 năm 2024. Gordon Ramsay trở lại với tư cách là người dẫn chương trình và bếp trưởng, trong khi quán quân mùa 10 Christina Wilson trở lại làm bếp phó của đội đỏ, á quân mùa 7 Jason Santos trở lại làm phó bếp cho đội xanh và Marino Monferrato trở lại làm bồi bàn trưởng.
Quán quân của mùa giải đã thuộc về đầu bếp Ryan O'Sullivan, bếp phó Johnathan Benvenuti về thứ hai và đầu bếp/giám đốc sáng tạo Sammi Tarantino đứng thứ ba.

## Sản xuất
Vào ngày 1 tháng 2 năm 2022, có thông báo rằng chương trình đã được gia hạn cho mùa thứ 21 và 22. Quá trình quay phim cho mùa này diễn ra vào tháng 2 năm 2022, sau khi quá trình sản xuất mùa trước hoàn thành. Vào ngày 11 tháng 7 năm 2023, có thông báo rằng phần thứ 22 sẽ ra mắt vào ngày 28 tháng 9 năm 2023.

## Các đầu bếp
Mười tám đầu bếp tranh tài ở mùa 22.
| Thí sinh                | Tuổi | Nghề nghiệp                  | Quê nhà                      | Kết quả                                      |
| ----------------------- | ---- | ---------------------------- | ---------------------------- | -------------------------------------------- |
| Ryan O'Sullivan         | 28   | Đầu bếp                      | Cork City, Ireland           | Quán Quân                                    |
| Johnathan Benvenuti     | 28   | Bếp phó                      | Huntington Beach, California | Á quân                                       |
| Sammi Tarantino         | 25   | Đầu bếp và giám đốc sáng tạo | Columbus, Ohio               | Bị loại trong trận Chung kết                 |
| Carmen Florencia Ibarra | 29   | Đầu bếp cơ động              | Miami, Florida               | Bị loại sau buổi phục vụ thứ mười một        |
| Dahmere Merriweather    | 29   | Đầu bếp                      | Philadelphia, Pennsylvania   | Bị loại sau buổi phục vụ thứ mười            |
| Leigh Orleans           | 26   | Đầu bếp riêng                | Alexandria, Virginia         | Bị loại sau buổi phục vụ thứ mười            |
| Jason Hedin             | 35   | Bếp trưởng                   | Milaca, Minnesota            | Bị loại trước khi nhận Áo khoác Đen          |
| Donya Taylor            | 28   | Cung cấp đồ ăn               | Long Island, New York        | Bị loại sau buổi phục vụ thứ chín            |
| Ashley "Atoye" Johnson  | 35   | Đầu bếp riêng và caterer     | Bowie, Maryland              | Bị loại sau buổi phục vụ thứ tám             |
| Sandra Gajovsky         | 39   | Đầu bếp phục vụ chính        | Elmwood Park, New Jersey     | Bị loại sau buổi phục vụ thứ bảy             |
| Devon Rosenblatt        | 29   | Bếp trưởng                   | Roanoke, Virginia            | Bị loại trong thử thách "Cook for your life" |
| Jermaine Wright         | 31   | Đầu bếp riêng                | Queens, New York             | Bị loại sau buổi phục vụ thứ sáu             |
| Raneisha Conerly        | 38   | Bếp trưởng cá nhân           | Foxworth, Mississippi        | Bị loại sau buổi phục vụ thứ năm             |
| Bradley "Brad" Delgado  | 25   | Cung cấp đồ ăn               | Miami, Florida               | Rời khỏi sau buổi phục vụ thứ năm            |
| Melissa Irons           | 34   | Đầu bếp riêng                | East St. Louis, Illinois     | Bị loại sau buổi phục vụ thứ tư              |
| Mattias Butts           | 28   | Đầu bếp                      | San Diego, California        | Bị loại sau buổi phục vụ thứ ba              |
| Claudia Diawara         | 34   | Đầu bếp riêng                | Atlanta, Georgia             | Bị loại sau buổi phục vụ thứ hai             |
| Tad Walters             | 28   | Đầu bếp                      | Houston, Texas               | Bị loại sau buổi phục vụ đầu tiên            |

## Tiến độ thí sinh
| Thứ hạng | Đầu bếp   | Đội gốc   | Đội gốc | Đội gốc | Đội gốc | Đội gốc | Đội gốc | Đội gốc | Atoye on Blue | Atoye on Blue | Atoye on Blue | Atoye on Blue | Cá nhân | Cá nhân | Chung kết | Chung kết |
| Thứ hạng | Đầu bếp   | 2201/2202 | 2203    | 2204    | 2205    | 2206    | 2207    | 2208    | 2209          | 2210          | 2211          | 2212          | 2213    | 2214    | 2215      | 2216      |
| -------- | --------- | --------- | ------- | ------- | ------- | ------- | ------- | ------- | ------------- | ------------- | ------------- | ------------- | ------- | ------- | --------- | --------- |
| 1        | Ryan      | THUA      | THUA    | THUA    | THẮNG   | THẮNG   | THUA    | IN      | THẮNG         | THUA          | THUA          | IN            | IN      | IN      | IN        | QUÁN QUÂN |
| 2        | Johnathan | THUA      | THUA    | THUA    | THẮNG   | THẮNG   | THUA    | IN      | THẮNG         | THUA          | THUA          | IN            | IN      | IN      | IN        | Á QUÂN    |
| 3        | Sammi     | THUA      | THUA    | THẮNG   | THUA    | THẮNG   | THẮNG   | IN      | THUA          | THUA          | THUA          | IN            | IN      | IN      | LOẠI      |           |
| 4        | Carmen    | THUA      | THUA    | THẮNG   | THUA    | THẮNG   | THẮNG   | IN      | THUA          | NOM           | THUA          | IN            | IN      | LOẠI    |           |           |
| 5        | Dahmere   | THUA      | THUA    | THUA    | THẮNG   | THẮNG   | BoW     | IN      | THẮNG         | BoW           | THUA          | IN            | LOẠI    |         |           |           |
| 6        | Leigh     | THUA      | THUA    | THẮNG   | THUA    | THẮNG   | THẮNG   | IN      | THUA          | BoW           | THUA          | IN            | LOẠI    |         |           |           |
| 7        | Jason     | THUA      | THUA    | NOM     | THẮNG   | NOM     | THUA    | NOM     | THẮNG         | NOM           | NOM           | LOẠI          |         |         |           |           |
| 8        | Donya     | THUA      | NOM     | THẮNG   | THUA    | THẮNG   | THẮNG   | IN      | NOM           | NOM           | LOẠI          |               |         |         |           |           |
| 9        | Atoye     | NOM       | THUA    | THẮNG   | THUA    | THẮNG   | THẮNG   | NOM     | THẮNG         | LOẠI          |               |               |         |         |           |           |
| 10       | Sandra    | NOM       | THUA    | THẮNG   | NOM     | NOM     | THẮNG   | NOM     | LOẠI          |               |               |               |         |         |           |           |
| 11       | Devon     | THUA      | THUA    | THUA    | THẮNG   | THẮNG   | NOM     | LOẠI    |               |               |               |               |         |         |           |           |
| 12       | Jermaine  | THUA      | THUA    | THUA    | THẮNG   | NOM     | LOẠI    |         |               |               |               |               |         |         |           |           |
| 13       | Raneisha  | THUA      | THUA    | THẮNG   | THUA    | LOẠI    |         |         |               |               |               |               |         |         |           |           |
| 14       | Brad      | NOM       | NOM     | THUA    | THẮNG   | RỜI     |         |         |               |               |               |               |         |         |           |           |
| 15       | Melissa   | THUA      | THUA    | THẮNG   | LOẠI    |         |         |         |               |               |               |               |         |         |           |           |
| 16       | Mattias   | THUA      | NOM     | LOẠI    |         |         |         |         |               |               |               |               |         |         |           |           |
| 17       | Claudia   | THUA      | LOẠI    |         |         |         |         |         |               |               |               |               |         |         |           |           |
| 18       | Tad       | LOẠI      |         |         |         |         |         |         |               |               |               |               |         |         |           |           |

| Từ khóa - THẮNG = Thắng buổi phục vụ tối - THUA = Thua buổi phục vụ tối - BoB = Best of the Best, thường được miễn đề cử - BoW = Best of the Worst, đôi khi được miễn đề cử - IN = không được đề cử để loại bỏ - NOM = đề cử loại bỏ - LOẠI = loại bỏ bình thường - RỜI = Rời khỏi cuộc thi - HOSP = loại bỏ do nhập viện - EJEC = loại bỏ trong quá trình phục vụ | Chú thích màu Đầu bếp bị loại sau đề cử thường xuyên Đầu bếp bị loại sau đề cử của Ramsay Đầu bếp bị loại mà không được đề cử Đầu bếp bị loại trong quá trình phục vụ Đầu bếp rút khỏi cuộc thi Đầu bếp là Best of the Best/Worst Đầu bếp được giữ lại sau khi đề cử thường xuyên Đầu bếp được giữ lại sau đề cử của Ramsay Đề cử của đầu bếp đã bị hủy bỏ Người chiến thắng của Hell's Kitchen Á quân của Hell's Kitchen |

Ghi chú
1. 1 2 3 4  Đầu bếp tham gia thử thách “Cook for your life”
2. ↑  Đầu bếp tự nguyện rút lui vì lý do sức khỏe.

## Các tập
| TT. tổng thể | TT. trong mùa phim | Tiêu đề                             | Ngày phát hành gốc   | Mã sản xuất | Người xem tại Hoa Kỳ (triệu) |
| ------------ | ------------------ | ----------------------------------- | -------------------- | ----------- | ---------------------------- |
| 331          | 1                  | "The Dream Begins"                  | 28 tháng 9 năm 2023  | HK-2201     | 1.77                         |
| 332          | 2                  | "Tad Overwhelming"                  | 5 tháng 10 năm 2023  | HK-2202     | 1.99                         |
| 333          | 3                  | "Citizens of Hell's Kitchen"        | 12 tháng 10 năm 2023 | HK-2203     | 1.83                         |
| 334          | 4                  | "Gimme an H!"                       | 19 tháng 10 năm 2023 | HK-2204     | 1.85                         |
| 335          | 5                  | "Just Bring the DARN Fish!"         | 26 tháng 10 năm 2023 | HK-2205     | 2.08                         |
| 336          | 6                  | "Fusion Confusion"                  | 2 tháng 11 năm 2023  | HK-2206     | 2.19                         |
| 337          | 7                  | "All Up in Your Grills"             | 9 tháng 11 năm 2023  | HK-2207     | 1.99                         |
| 338          | 8                  | "Cooking for Your Life"             | 16 tháng 11 năm 2023 | HK-2208     | 1.98                         |
| 339          | 9                  | "More Bang for Your Buck"           | 30 tháng 11 năm 2023 | HK-2209     | 2.11                         |
| 340          | 10                 | "The Pastabilities Are Endless"     | 7 tháng 12 năm 2023  | HK-2210     | 2.05                         |
| 341          | 11                 | "A Hellish Food Fight"              | 14 tháng 12 năm 2023 | HK-2211     | 2.01                         |
| 342          | 12                 | "A Hell's Kitchen Special Delivery" | 4 tháng 1 năm 2024   | HK-2212     | 2.40                         |
| 343          | 13                 | "#HellishHangover"                  | 11 tháng 1 năm 2024  | HK-2213     | 2.35                         |
| 344          | 14                 | "Don't Be Fooled"                   | 18 tháng 1 năm 2024  | HK-2214     | 2.39                         |
| 345          | 15                 | "And Then There Were Two"           | 25 tháng 1 năm 2024  | HK-2215     | TBD                          |
| 346          | 16                 | "One Hell of an American Dream"     | 25 tháng 1 năm 2024  | HK-2216     | TBD                          |